# Johnny Mnemonic
Johnny Mnemonic és una pel·lícula canadenco-estatunidenca dirigida per Robert Longo estrenada l'any 1995. Ha estat doblada al català.
El film està inspirat d'una novel·la curta de William Gibson apareguda l'any 1986 en el recull Gravat sobre crom. Amb Blade Runner i Matrix, es tracta de l'un dels films de referència del moviment ciberpunk.

## Argument
Johnny és un missatger que porta, al seu cervell, dades informàtiques de tota mena de clients preocupats de protegir-se de fugues o intrusos.
En la seva última missió, accepta una sobrecàrrega que li podria costar la memòria i la raó. Els patrocinadors són trànsfugues d'una gran multinacional i només ells coneixen el codi que permetria alliberar-lo. Quan són morts, Johnny ha de trobar a qualsevol preu un mitjà de descobrir aquest codi, amb la finalitat de descarregar-se aquest munt de dades, d'altra banda molt sol·licitades. És perseguit per yakuzas a sou de Takahashi.

## Repartiment
- Keanu Reeves: Johnny Smith
- Dolph Lundgren: El predicador
- Dina Meyer: Jane
- Takeshi Kitano: Takahashi
- Ice-T: J-Bone
- Henry Rollins: Spider
- Dennis Akayama: Shinji
- Barbara Sukowa: Anna Kalmann
- Udo Kier: Ralphy
- Tracy Tweed: Pretty
- Falconer Abraham: Yomama
- Don Francks: Hooky
- Diego Chambers: Henson

## Rebuda
El film ha estat un fracàs comercial als Estats Units, però va tenir més èxit a la resta del món, informant aproximadament 52,3 milions de dòlars al box-office mundial, dels quals només 19 milions a Amèrica del Nord, per un pressupost de 26 milions de dòlars.
Ha rebut una acollida crítica molt desfavorable, recollint un 14 % de crítiques positives, amb una nota mitjana de 3,4/10 i sobre la base de 29 crítiques recollides, en el lloc Rotten Tomatoes.
Crítica: "Entretinguda cinta futurista, sense més ni més".

## Premis i nominacions
Johnny Mnemonic va ser nominat al premi Enginy a les categories de la millor direcció artística i del millor so, mentre que Keanu Reeves va ser nominat pel Razzie Award al pitjor actor.

## Al voltant de la pel·lícula
- Encara que només aparegui en un nombre reduït d'escenes (moltes han estat tallades al muntatge o només són presents a la versió japonesa, més llarga), Dolph Lundgren surt en segona posició als crèdits, després de Keanu Reeves.
- Molts actors com Val Kilmer i Christophe Lambert havien sol·licitat pel paper de Johnny, però van rebutjar-lo, ja que els dos actors estaven ocupats en altres films. Batman Forever el primer i Mortal Kombat el segon.[6]
- L'actriu Jane March havia d'encarnar Jane, però el paper va recaure finalment a Dina Meyer.